# František Pecháček (Turner)
František Pecháček (* 15. Februar 1896 in Záhornice; † 3. Februar 1944 in Mauthausen) war ein tschechoslowakischer Turner, Weltmeister im Mehrkampf Einzel und Widerstandskämpfer gegen die Nationalsozialisten.

## Leben
František Pecháček war der Sohn eines bäuerlichen Deputatlöhners aus Záhornice. Er wuchs in Stará Paka auf, wohin seine Eltern kurz nach der Geburt gezogen waren und schloss sich der Turnbewegung Sokol an. 1920 gehörte Pecháček der tschechoslowakischen Mannschaft bei den Olympischen Spielen in Antwerpen an. 1922 wurde Pecháček gemeinsam mit dem Jugoslawen Peter Sumi in Ljubljana Weltmeister in der Turndisziplin Mehrkampf Einzel.
Pecháček war der Choreograph der auf dem 10. Gesamttreffen der Sokol-Vereine 1938 im Strahov-Stadion von 28.600 Männern aufgeführten Übung „Přísaha republice“.
Nach der deutschen Besetzung schloss sich Pecháček 1939 der illegalen Sokol-Organisation „Jindra“ an, die er ab 1941 leitete. Er leistete der Fallschirmspringergruppe „Anthropoid“ bei deren Vorbereitungen für das Attentat auf Reinhard Heydrich aktive Unterstützung. Nach Heydrichs Tod kam ihm die Gestapo durch Verrat auf die Spur und Pecháček verbarg sich im Juli 1942 mit seiner Frau Emilie bei seinem Bruder in Zlámanin bei Nová Paka. Am 20. Juli 1942 wurde er verhaftet und am 8. Januar 1943 zusammen mit seiner Frau durch ein Standgericht zum Tode verurteilt. Pecháček wurde ins KZ Mauthausen verbracht und dort durch Erschießen hingerichtet.

## Sportliche Erfolge
- 1922: Weltmeister im Mehrkampf Einzel, gemeinsam mit Peter Sumi